# Omikron
Ómikron (grško:  όμικρον; velika črka: Ο, mala črka: ο) je petnajsta črka grške abecede in ima številčno vrednost 70. Grško ime omikron pomeni dobesedno mali O ( Ο μικρον) za razliko od črke omega, katere ime pomeni veliki O (starogrško Ω μέγα). Omikron in omega izvirata iz feničanske črke ajin (). Iz črke omikron izvira latinična črka O, pa tudi cirilična črka О.
V grščini se črki Ο in Ω izgovarja podobno kot slovenski široki o. V klasični grščini je bil Ο krajši, Ω pa daljši (zato tudi imeni mali in veliki O). Digraf OΙ se izgovarja kot i. Digraf OY se izgovarja kot u.

## Pomeni
Omikron je po videzu praktično enak latinski črki O pa tudi številu 0, zato se ga zelo redko uporablja kot oznako.
- V astronomiji je ο oznaka za petnajsto zvezdo v ozvezdju.

### Unicode
|                | Velika črka Ο             | mala črka ο             |
| -------------- | ------------------------- | ----------------------- |
| Unicode UTF-16 | U+039F                    | U+03BF                  |
| Ime Unicode    | Velika grška črka omikron | Mala grška črka omikron |
| Koda HTML      | &#927;                    | &#959;                  |
| Enota HTML     | &Omicron;                 | &omicron;               |